# 马蒂亚斯-奥林皮乌
马蒂亚斯-奥林皮乌（葡萄牙語：Matias Olímpio）是巴西皮奥伊州的一个市镇。总面积226.22平方公里，总人口10468人，人口密度46.3人/平方公里。